# Liste de poètes néerlandais
Cet article dresse une liste alphabétique de poètes néerlandais. Il peut s'agir d'auteurs de théâtre en vers. Cette liste ne doit pas être confondue avec la liste de poètes de langue néerlandaise. En ce qui concerne les auteurs qui ont utilisé un pseudonyme, le nom véritable apparaît entre parenthèses.
- Haut – A
- B
- C
- D
- E
- F
- G
- H
- I
- J
- K
- L
- M
- N
- O
- P
- Q
- R
- S
- T
- U
- V
- W
- X
- Y
- Z

## A
- Bertus Aafjes
- Gerrit Achterberg
- Henri d'Alkmaar
- Hieronymus van Alphen
- Ernst van Altena
- Robert Anker

## B
- Nicolaas Beets
- J. Bernlef
- Willem Bilderdijk
- J.C. Bloem
- Mark Boog
- Gerbrand Adriaenszoon Bredero
- Jan Brester
- Herman Brood
- Titia Brongersma
- Boudewijn Büch

## C
- Remco Campert
- Jacob Cats
- Dirck Volkertszoon Coornhert
- Louis Couperus

## D
- Jules Deelder
- Lodewijk van Deyssel
- Frans van Dooren
- Bart FM Droog
- Frederik van Eeden

## E
- Jan Elburg

## F
- Rhijnvis Feith
- Willem Godschalck van Focquenbroch

## G
- P.A. de Genestet
- Ruben van Gogh
- Herman Gorter

## H
- J.I. de Haan
- Jacques Hamelink
- Judith Herzberg
- Ingmar Heytze Tjitse Hofman
- Pieter Corneliszoon Hooft
- Constantijn Huygens

## J
- Esther Jansma

## K
- Willem Kloos
- Gerrit Komrij
- Rutger Kopland
- Gerrit Kouwenaar

## L
- Tom Lanoye
- J.H. Leopold
- Lucebert
- Jan Luyken

## M
- Philippe de Marnix de Sainte-Aldegonde
- Hendrik Marsman
- J.A. dèr Mouw

## N
- Ramsey Nasr
- Johannes Nolet de Brauwere van Steeland

## P
- Willem Paap
- Jacques Perk
- Ilja Leonard Pfeijffer
- Cees van der Pluijm
- Obe Postma

## R
- Sebald Fulco Johan Rau
- Jean Pierre Rawie
- Jan-Jaap Reinders
- Jacobus Revius
- Theodoor Rodenburg
- Adriaan Roland Holst
- Henriette Roland Holst

## S
- Jean Second
- Annie M.G. Schmidt
- Jan Jacob Slauerhoff
- Albertina Soepboer
- Hendrik Laurenszoon Spieghel
- Ilse Starkenburg
- Hélène Swarth

## T
- Maria Tesselschade
- Hendrik Tollens

## U
- Antoine Uitdehaag

## V
- Heinric van Veldeken
- Albert Verwey
- Simon Vinkenoog
- Anna Visscher
- Roemer Visscher
- Joost van den Vondel

## W
- J. van der Waals
- Hans Warren
- Menno Wigman
- Willem Jan van Wijk

## Z
- Willem van Zuylen van Nijevelt
- Jeroen Zweers
- Philip Zweers